# Your Disco Needs You
Your Disco Needs You – piosenka disco stworzona na siódmy album studyjny australijskiej piosenkarki Kylie Minogue pt. Light Years (2000). Wyprodukowana przez Guya Chambersa i Steve’a Powera, kompozycja wydana została jako piąty i finalny singel promujący krążek dnia 22 stycznia 2001 roku.

## Informacje o utworze
Autorami piosenki są sama Kylie Minogue, a także angielski wokalista Robbie Williams oraz związany z jego karierą autor/producent muzyczny Guy Chambers. Chambers wyprodukował gotowy utwór wraz ze Steve’em Powerem. Tematyką utworu jest dyskoteka, a on sam jest dyskotekowym hymnem, utrzymanym w konwencji muzyki disco.
Wersja albumowa „Your Disco Needs You” zawiera cztery wersy zaśpiewane w języku francuskim. Minogue nagrała także alternatywne wersje piosenki, z liniami tymi odśpiewanymi w innych językach, między innymi niemieckim, hiszpańskim i japońskim:
- Wersja francuska: „Vous êtes jamais seuls / Vous savez ce qu’il faut faire / Ne laissez pas tomber votre nation / La disco a besoin de vous!”;
- wersja niemiecka: „Du bist niemals allein / Du weisst was du tun musst / Lass dein Volk nicht im Stich / Deine Disco braucht dich!”;
- wersja hiszpańska: „Nunca estás sola / Sabes lo que tienes que hacer / No le falles a tu pueblo / ¡Tu discoteca te necesita!”;
- wersja japońska: „Anatawa keshite hitorijanai / Naniwo subekika sitteiruhazu / Karerawo uragiranaide / Discowa anatawo Matteiru!”.
- Tłumaczenie polskie: „Nie jesteś sam / Ty wiesz, co musisz zrobić / Nie opuszczaj swojego kraju / Twoja dyskoteka cię potrzebuje!”.

Kompozycja uchodzi za hymn gejowski, podobny do „I Will Survive” Glorii Gaynor. W marcu 2008 portal SameSame.com.au zawarł ją na pozycji piątej w swoim notowaniu „50 najbardziej gejowskich utworów wszech czasów”.

## Wydanie singla
Utwór wydano jako piąty, ostatni singel z albumu Light Years. Opublikowano go na początku roku 2001 w wybranych państwach. W Australii dotarł do Top 20, obejmując miejsce dwudzieste listy ARIA Top 50 Singles, nie został z kolei wydany w Wielkiej Brytanii, co zirytowało wielu fanów Minogue, a także spowodowało, że w kierunku brytyjskiej wytwórni publikującej materiały artystki posłano liczne protesty.
Gdy rozpatrywano wydanie „Your Disco Needs You” w postaci czwartego singla z siódmego albumu Minogue, Parlophone zadecydował, że jest on złym materiałem promocyjnym, powołując się na jego kampową estetykę. Na przedostatni singel obrano latin-popowy utwór „Please Stay”, piątym i finalnym singlem został zaś ulubiony przez fanów Minogue utwór niniejszy.
Mimo iż „Your Disco Needs You” był notowany na niewielu listach przebojów, nie odnosząc znacznego sukcesu, stał się klasykiem muzyki disco XXI wieku, równie klasyczną pozycją w dyskografii Kylie Minogue, a także przebojem klubowym na terenie Wysp Brytyjskich, Europy Wschodniej i krajów nadbałtyckich.

## Teledysk
Wideoklip do utworu powstał w Los Angeles w stanie Kalifornia w roku 2000.
Teledysk inspirowany był latami siedemdziesiątymi XX wieku, w wykonaniu odwołuje się do kultury retro. Opiera się na ujęciach szeregu klonów wokalistki maszerujących krokiem defiladowym w różnych strojach. Do remiksu „Casino Club and Radio Mix” (dłuższego od podstawowej edycji utworu o pięć sekund) nakręcono również wersję alternatywną teledysku, przeznaczoną na rynek mass mediów niemieckich. Wersja obfitowała w sceny przedstawiające Kylie Minogue naprzeciw spadających balonów i złotych serpentyn.
Klip bazowy, ani dokręcona do remiksu wersja nie zostały zawarte na żadnym teledyskowym albumie DVD Minogue.

## Wykonania koncertowe
- 2001: On a Night Like This Tour;
- 2005: Showgirl: The Greatest Hits Tour;
- 2008: KylieX2008;
- 2009: For You, For Me Tour.

## Wersje coverowe
- Covery utworu nagrali:
  - Rosyjsko-bułgarski piosenkarz Filipp Kirkorow. Artysta wykorzystał muzykę z singla Minogue w swym utworze „Моя песня” („Moya Pesnya”);
  - Zespół Tru Calling. Cover powstał w 2007 roku i miał zostać wydany rok później, uniemożliwiły to jednak komplikacje prawne;
  - Amerykański wokalista Randy Jones, członek oryginalnego składu zespołu Village People. W 2008 roku cover znalazł się na albumie Jonesa Ticket to the World.
  - Ponadto londyńska wytwórnia Almighty Records, która wcześniej zremiksowała piosenkę na rzecz promocji albumu Light Years, wydała krążek We Love Kylie, gromadzący największe przeboje Kylie Minogue nagrane ponownie w dance-popowej aranżacji. Jednym z zawartych na albumie utworów był „Your Disco Needs You”, do którego dograno wokale.

## Listy utworów i formaty singla
| Australijski singel CD 1. „Your Disco Needs You” – 3:33 2. „Your Disco Needs You” (Almighty Mix Edit) – 3:29 3. „Your Disco Needs You” (Almighty Mix) – 8:22 4. „Your Disco Needs You” (Casino Mix) – 3:38 5. „Your Disco Needs You” (German Version) – 3:33 6. „Password” – 3:49 Niemiecki singel CD #1 1. „Your Disco Needs You” – 3:33 2. „Your Disco Needs You” (Almighty Mix Edit) – 3:29 3. „Your Disco Needs You” (Almighty Mix) – 8:22 4. „Your Disco Needs You” (German Version) – 3:33 5. „Password” – 3:49 Niemiecki singel CD #2 1. „Your Disco Needs You” (Casino Mix) – 3:38 2. „Your Disco Needs You” – 3:33 3. „Your Disco Needs You” (Almighty Mix) – 8:22 4. „Please Stay” (7th District Club Flava Mix) – 6:33 | - „Album Version (French Version)” – 3:33 - „German Version” – 3:33 - „Spanish Version” – 3:33 - „Japanese Version” – 3:33 - „Almighty Mix Edit/German Almighty Edit” – 3:29 - „Almighty Mix” – 8:22 - „Almighty Definitive Mix” - „Almighty 2008 Mix” – 6:50 - „Almighty 2008 Radio Edit” - „Casino Club and Radio Mix” – 3:38 (wersja wykonywana podczas trasy koncertowej KylieX2008) - „Casino Club Mix” – 6:15 |

## Pozycje na listach przebojów
| Notowanie (2001)              | Najwyższa pozycja |
| ----------------------------- | ----------------- |
| Australian ARIA Singles Chart | 20                |
| Austrian Singles Top 75       | 70                |
| German Singles Chart          | 31                |
| Swiss Singles Top 100         | 27                |